# Guide
Guide (en chino, 贵德县; pinyin, Guìdé xiàn, léase Kuéi-De) es un condado bajo la administración directa de la Prefectura Hainan en la Provincia de Qinghai, República Popular China. Su área es de 3510 km² y su población total para 2010 superó los 100 mil habitantes.

## Administración
Desde julio de 2020, el  condado Guide se divide en 7 pueblos que se administran en 4 poblados,  2 villas y 1 villa étnicas.

## Toponimia
El nombre está formado por los sinogramas Gui (贵 precio/valor) y De (德 virtud/cualidad). Según el "Diccionario de topónimos chinos antiguos y modernos" viene de la frase: "La virtud es lo más valioso que se puede tomar, y la virtud es lo más importante que se puede valorar"